# Јута старси
Јута старси (енгл. Utah Stars) је бивши амерички кошаркашки клуб из Солт Лејк Ситија, Јута. Играли су Западној дивизији АБА лиге под различитим именима у свих девет година постојања лиге. Старси су били први велики професионални кошаркашки тим који је користио пуцање на кош као вид загревања пре утакмице.

## Историја пре пресељења у Јуту (1967–1970)
им је основан под именом Анахајм амигоси, као чартер члан АБА са седиштем у Анахајму, Калифорнија. Играли су у конгресном центру Анахајма. Боје тима биле су наранџаста и црна. Анахајм амигосе је основао Арт Ким, родом са Хаваја који је дуго био активан у кошарци као играч, администратор и власник Атлетске уније аматера. Амигоси су изгубили прву АБА утакмицу од Окланда са 132 : 129. Своју прву сезону завршили су са 25 победа и 53 пораза, што је било добро за пето место у Западној дивизији, али недовољно за пласман у плеј-оф.
У својој првој сезони Амигоси су изгубили 500.000 долара, углавном због лоше посећености, имали су у просеку само 1.500 навијача по утакмици у арени од 7.500 седишта. Ким је схватио да нема ресурсе да настави и продао тим власнику грађевинске компаније Џиму Кирсту, који је преместио тим као Лос Анђелес старси 1968. године у Лос Анђелес. Екипа је своје домаће утакмице играла у Лос Анђелес меморијал спортској арени. Франшиза је покушала да потпише легендарног центра Вилта Чемберлена, али на крају он није пристао да потписше уговор са Старсима. Са 33 победе и 45 пораза, Старси су напредовали од прве сезоне, али су поново завршиле на петом месту у Западној дивизији и нису успеле да уђу у плеј-оф.
У октобру 1969. Старси су потписали уговор са Зелмо Битијем из НБА Атланта хокса, али је Бити морао да прекине сезону због једногодишње опције коју ју имао са Хоксима, коју Старси нису хтели да откупе за 75.000 долара. Првогодишњи играчи Мек Калвин и Вили Вајз потписали су уговор са Старсима. Старси су завршили на четвртом месту у Западној дивизији са односим победа и пораза 43 : 41, чиме су зарадиле прву победничку сезону у историји франшизе и пласман у плеј-оф. Старси су победили Далас чапаралсе са 4 утакмице према 2 у полуфиналу Западне дивизије и такође победиле Денвер рокетсе са 4 утакмице према 1 у полуфиналу пре него што су изгубиле АБА шампионску серију са 4 утакмице према 2 од Индијана пејсерса. Кирст није очекивао брзи преокрет и није резервисао Спортс арену на неколико датума, па су морали да одиграју неколико утакмица првог и другог кола у свом старом дому у Анахајму, као и на Лонг Бич спортској арени у Лонг Бичу. Испоставило се да је ово њихова последња утакмица као Лос Анђелес старси.

### Селидба у Јуту (1970/71).
Упркос перспективном младом списку, Старси су биле мање-више заостали на тржишту где  су први избори били Лос Анђелес лејкерси и УКЛА Бруинси, у просеку су имали само 2.500 навијача по утакмици. У марту 1970. године Кирст је продао тим пиониру кабловске телевизије у Колораду Билу Данијелсу, који је преместио тим у јуну у Солт Лејк Сити под именом Јута старси за сезону 1970/71. Зелмо Бити се уклапао у тим и они су завршили на другом месту у Западној дивизији са својим најбољим резултатом до сада са 57 : 27 (.679), иза Индијана пејсерса.
Старси су победили Тексас чапаралсе у четири утакмице у првој рунди плеј-офа,  победиле Индијану у седам утакмица у жестоко оспораваној полуфиналној серији, и победиле Кентаки колонелсе у седам утакмица за АБА шампионат.  До данас, ово је једина шампионска титула Јуте у професионалној кошарци.

### Сезона 1971/72.
Старси су освојили првенство прве дивизије, победивши у Западној дивизији са скором од 60 : 24. Старси су победили Далас чапаралсе са 4 утакмице према нула у полуфиналу Западне дивизије пре него што су у финалу Западне дивизије изгубили од Индијана пејсерса, 4 утакмице према 3.

### Сезона 1972/73.
Старси су били домаћин АБА ол−стар утакмице и поново победиле у Западној дивизији са скором од 55 : 29. Старси су победили Сан Дијего конквистадоре са 4 утакмице према нула у полуфиналу Западне дивизије, али су изгубиле у финалу Западне дивизије 4 утакмице према 2 од Индијана пејсерса.

### Сезона 1973/74.
У сезони 1973/74. Старси су завршили сезону са скором од 51 : 33 и освојили прво место у АБА-иној западној дивизији трећу годину заредом под новим тренером Џоом Малинијем. Била је то трећа узастопна титула Старса у Западној дивизији. У плеј-офу, Старси су поново победили Сан Дијего конквистадоре у полуфиналу Западне дивизије, овог пута 4 утакмице према 2, и наставиле са поразом од Индијана пејсерса 4 утакмице према 3 у финалу Западне дивизије и тиме се по други пут пласирале у АБА финале у четири одигране сезоне. Старси су тада изгубили финале од Њујорк нетса са 4 утакмице према 1.

### Сезона 1974/75.
Ово је Старсима била последња пуна АБА сезона. Данијелс је скоро био банкротирао због низа неуспешних пословних подухвата и неуспешне кандидатуре за гувернера Колорада. Једна од жртава финансијских проблема тима био је тренер Малони, који је дао оставку након што му је речено да тим не може приуштити да испуни његов уговор. Данијелс је у августу 1974. покушао да прода тим бизнисмену из Солт Лејк Ситија Џејмсу А. Колијеру, али је Колијер био приморан да одустане две недеље касније након што је пропустио плаћање. Старси су те сезоне направиле кадровски потез високог профила потписујући средњошколца Мозеса Малона да игра за њих. Старси су сезону завршили на четвртом месту Западне дивизије и изгубиле у првом колу плеј-офа од Денвер нагетса, 4 утакмице према 1.

### Сезона 1975/76.
Током предсезоне, Старси (и Вирџинија сквајрси) нису успели да изврше уплате потребне као гаранцију за гостовање НБА Чикаго булса у једној од уобичајених предсезонских егзибиционих утакмица АБА против НБА. Данијелс је поново продао тим Снелену и Лајлу Џонсону у мају, али су они вратили тим Данијелсу непосредно пре сезоне након што су пропустили неколико уплата.
Међутим, Даниелс је до тада већ скоро скроз банкротирао, остао је без опција за свој тим. Као резултат тога, 2. децембра 1975. лига је отказала Старс франшизу због неплаћања обавеза. Четири њихова играча (укључујући Мозеса Малона) продата су Спиритс оф Ст. Лоуису, а Даниелс је такође добио мањински удео у Спиритсу од 10%. Пети играч је продат Вирџинија сквајерсима. Даниелс је на крају исплатио све купце сезонских улазница уз камату од осам посто.
Старси се сматрају једним од најуспешнијих тимова у историји АБА. Такође су били познати по томе што су имали неку од најбољих навијача у АБА-и, чак и све до распада тима 1975. Од 1970 до 1975, Старси су имали скор од 265 : 171 (успешност од .608%), што је био најбољи проценат победа од било ког тима који је играо више од једне сезоне у лиги.

### Гашење Старса.
Упркос гашењу клуба, Солт Лејк Сити је доказао да може да подржи велику професионалну кошарку. Имајући ово на уму, 1976. године власници Спиритса оф Ст. Луиса су објавили да пребацују тим у Јуту за АБА сезону 1976/77, да би играо као Јута рокиси. Међутим, ово је поништено када се спајање АБА и НБА десило у јуну 1976. године и Спиритс и Кентаки колонелси су били једина два тима која су преостала из спојене лиге. (Вирџинија сквајерси су одустали убрзо након завршетка регуларне сезоне због њихове немогућности да испуне захтеве нове лиге, иако није било шансе да у сваком случају буду део споразума о спајању.)
Професионална кошарка се коначно вратила у Солт Лејк Сити када се Њу Орлеанс џез преселио1979. године. Екипа Џеза од тада игра у Солт Лејк Ситију. Од три АБА тима која су изостављена из спајања АБА и НБА, Старси су једина која је на крају замењена НБА тимом.

## Кошаркашка Кућа славних
| Чланови Јуте у Кући славних | Чланови Јуте у Кући славних | Чланови Јуте у Кући славних | Чланови Јуте у Кући славних | Чланови Јуте у Кући славних |
| Играчи                      | Играчи                      | Играчи                      | Играчи                      | Играчи                      |
| Бр.                         | Име                         | Позиција                    | Период                      | Постављен                   |
| --------------------------- | --------------------------- | --------------------------- | --------------------------- | --------------------------- |
| 22                          | Мозес Малон                 | Ц                           | 1974–1975.                  | 2001.                       |
| 35                          | Роџер Браун                 | К/Б                         | 1974–1975.                  | 2013.                       |
| 31                          | Зелмо Бити                  | К/Ц                         | 1970–1974.                  | 2016.                       |
| Тренери                     |                             |                             |                             |                             |
| Име                         | Име                         | Позиција                    | Период                      | Постављен                   |
| Бил Шарман                  | Бил Шарман                  | Тренер                      | 1968–1971.                  | 2004.                       |
| Дел Харис                   | Дел Харис                   | Помоћни тренер              | 1975–1976.                  | 2022.                       |

## Остварења по сезонама
| АБА шампиони | Финалиста АБА лиге | Првак дивизије | Плеј−оф |

| Сезона             | Регуларна сезона | Регуларна сезона | Регуларна сезона | Резултати у плеј−офу                                                            | Утакмице                                                                |
| Сезона             | Победа           | Пораза           | Проц.            | Резултати у плеј−офу                                                            | Утакмице                                                                |
| ------------------ | ---------------- | ---------------- | ---------------- | ------------------------------------------------------------------------------- | ----------------------------------------------------------------------- |
| Анахајм амигоси    |                  |                  |                  | Резултати у плеј−офу                                                            | Утакмице                                                                |
| 1967/68.           | 25               | 53               | .321             |                                                                                 |                                                                         |
| Лос Анђелес старси |                  |                  |                  |                                                                                 |                                                                         |
| 1968/69.           | 33               | 45               | .423             |                                                                                 |                                                                         |
| 1969/70.           | 43               | 41               | .512             | Победили дивизијско полуфинале Изгубили АБА полуфинале Изгубили АБА финале      | Лос Анђелес 4, Далас 2 Лос Анђелес4, Денвер 1 Индијана 4, Лос Анђелес 2 |
| Јута старси        |                  |                  |                  |                                                                                 |                                                                         |
| 1970/71.           | 57               | 27               | .679             | Победили прво коло Победили АБА полуфинале Победили АБА финале                  | Јута 4, Тексас 0 Јута 4, Индијана 3 Јута 4, Кентаки 3                   |
| 1971/72.           | 60               | 24               | .714             | Победили дивизијско полуфинале Изгубили дивизијско финале                       | Јута 4, Далас 0 Индијана 4, Јута 3                                      |
| 1972/73.           | 55               | 29               | .655             | Победили дивизијско полуфинале Изгубили дивизијско финале                       | Јута 4, Сан Дијего 0 Индијана 4, Јута 2                                 |
| 1973/74.           | 51               | 33               | .607             | Победили дивизијско полуфинале Победили полуфинале дивизије Изгубили АБА финале | Јута 4, Сан Дијего 2 Јута 4, Индијана 3 Њујорк 4, Јута 1                |
| 1974/75.           | 38               | 46               | .452             | Изгубили дивизијско полуфинале                                                  | Денвер 4, Јута 2                                                        |
| 1975/76.           | 4                | 12               | .250             | Није се квалификовао                                                            | (тим угашен)                                                            |